# Milena Gasperoni
Milena Gasperoni (ur. 23 września 1961) – polityk państwa San Marino. Ukończyła prawo na Uniwersytecie Bolońskim. W 2015 objęła zwolniony mandat w Wielkiej Radzie Generalnej, który sprawowała do 2016 jako przedstawicielka Partii Socjalistów i Demokratów. Po raz drugi objęła zwolniony mandat (przez Giacomo Simonciniego) w październiku 2023. Od 1 kwietnia do 1 października 2024 (razem z Alessandro Rossi) pełniła funkcję kapitana-regenta.